# Нонис, Дэйв
Дэвид «Дэйв» Но́нис (англ. David «Dave» Nonis; 25 мая 1966, Бернаби, Британская Колумбия, Канада) — канадский хоккейный менеджер, в прошлом хоккеист, защитник. В настоящее время работает в клубе НХЛ «Анахайм Дакс» в должностях специального скаута и советника генерального менеджера. До 12 апреля 2015 года был старшим вице-президентом по хоккейным операциям и генеральным менеджером клуба НХЛ «Торонто Мейпл Лифс».

## Биография
Дэйв Нонис родился в городе Барнаби, Британская Колумбия. Выступал за хоккейную команду Университета штата Мэн, в течение двух сезонов был капитаном команды. В 1988 году окончил университет в степени бакалавра. После отыграл один сезон на профессиональном уровне в Дании и вернулся в Мэн в качестве тренера университетской команды.

### «Ванкувер Кэнакс»
В 1990 году поступил на работу в структуру «Ванкувер Кэнакс», где занимал различные должности. В 1998 году Нонис был назначен старшим вице-президентом, директором по хоккейным операциям. 6 мая 2004 года Нонис был назначен генеральным менеджером клуба, при этом став самым молодым генеральным менеджером в истории «Кэнакс». 15 апреля 2008 года руководство «Ванкувера» приняло решение уволить Нониса из-за непопадания команды в плей-офф.

### «Анахайм Дакс»
20 июня 2008 года Дэйв Нонис стал старшим советником клуба «Анахайм Дакс» по хоккейным операциям.

### «Торонто Мейпл Лифс»
6 декабря 2008 года Нонис был назначен старшим вице-президентом «Торонто» по хоккейным операциям. 9 января 2013 года с поста генерального менеджера «Торонто» был уволен Брайан Бурк и Дэйв Нонис занял его место. 25 июля 2013 года подписал новый контракт с клубом, рассчитанный на пять лет.
В начале сезона 2013/14 в матче против «Оттавы Сенаторз» Нонис почувствовал себя плохо и был госпитализирован, но уже спустя сутки был выписан из больницы.
12 апреля 2015 Нонис был уволен.

### Возвращение в «Анахайм»
5 июля 2015 года стал советником генерального менеджера в клубе «Анахайм Дакс». На этой должности он уже работал до прихода в «Торонто».

## Сборная Канады
Дэйв Нонис был генеральным менеджером сборной Канады на Чемпионате мира в Словакии в 2011 году.